# Amat Escalante
Pour les articles homonymes, voir Escalante.
Amat Escalante, né le 28 février 1979 à Barcelone, est un réalisateur  mexicain. Son film Heli remporte le Prix de la mise en scène au Festival de Cannes 2013.

## Filmographie
- 2002 : Amarrados (court métrage)
- 2005 : Sangre
- 2008 : Los Bastardos
- 2010 : Revolución - segment El cura Nicolas colgado
- 2013 : Heli
- 2014 : Esclava (court métrage)
- 2016 : La Région sauvage (La región salvaje)
- 2023 : Lost in the Night (Perdidos en la noche)

## Distinctions
- 2013 : Prix de la mise en scène au Festival de Cannes 2013 pour Heli[1]
- 2014 : Prix Ariel du meilleur réalisateur pour Heli
- 2014 : Prix Platino du meilleur réalisateur pour Heli
- 2016 : Lion d'argent du meilleur réalisateur à la Mostra de Venise 2016 pour La región salvaje